# Volker M. Haug
Volker M. Haug (* 1965 in Esslingen am Neckar) ist ein deutscher Jurist.

## Leben
Er studierte in Tübingen Rechtswissenschaften, wo er 1992 die erste juristische Staatsprüfung ablegte und 1994 mit einer Arbeit über ein parlamentsrechtliches Thema promovierte. Nach der zweiten juristischen Staatsprüfung in Stuttgart trat er 1995 in die Landesverwaltung Baden-Württemberg ein (Leiter der Zentralstelle des Wissenschaftsministeriums (2000–2011) und Leiter des Referats Recht, Grundsatz und Öffentlichkeitsarbeit in der Polizeiabteilung des Innenministeriums (2017–2019)). An der Universität Stuttgart ist er seit 1992 Lehrbeauftragter sowie seit 2003 Honorarprofessor auf den Gebieten Staats-, Verwaltungs- und Medienrecht. Von 2011 bis 2017 übernahm er als Ministerialrat hauptberuflich die Leitung der Abteilung für Rechtswissenschaft an der Universität Stuttgart. Seit 2019 lehrt er als Professor für Öffentliches Recht, insbesondere Staats-, Europa- und Medienrecht an der Hochschule für öffentliche Verwaltung und Finanzen Ludwigsburg.
Seine Forschungsschwerpunkte sind Parlaments-, Gesetzgebungs-, Medien-, Partizipations- und Hochschulrecht.
Seit 2021 ist er Mitglied im Netzwerk Wissenschaftsfreiheit.

## Schriften (Auswahl)
- Bindungsprobleme und Rechtsnatur parlamentarischer Geschäftsordnungen. Berlin 1994 (Dissertation) ISBN 3-428-08083-1.
- Grundwissen Internetrecht. Mit Schaubildern und Fallbeispielen. Stuttgart 2016, ISBN 978-3-17-029053-2.
- Öffentliches Recht im Überblick. Staats- und Verwaltungsrecht für Bachelor und Staatsexamen. Heidelberg 2017, ISBN 3-8114-5863-9.
- Fallbearbeitung im Staats- und Verwaltungsrecht. Basiswissen, Übersichten, Schemata. Heidelberg 2018, ISBN 3-8114-5864-7.